# Eugene Amo-Dadzie
Eugene Amo-Dadzie (Rainham, 22 giugno 1992) è un velocista britannico.

## Biografia
Amo-Dadzie ha iniziato a gareggiare all'età di ventisei anni, quando ormai era un dottore commercialista qualificato.

## Progressione

### 100 metri piani
| Stagione | Misura | Luogo     | Data      | Rank. Mond. |
| -------- | ------ | --------- | --------- | ----------- |
| 2023     | 9"93   | Graz      | 16-6-2023 |             |
| 2022     | 10"05  | Londra    | 14-8-2022 |             |
| 2021     | 10"20  | Bedford   | 17-7-2021 |             |
| 2019     | 10"55  | Sheffield | 6-7-2019  |             |

### 60 metri piani indoor
| Stagione | Misura | Luogo      | Data       | Rank. Mond. |
| -------- | ------ | ---------- | ---------- | ----------- |
| 2022/23  | 6"61   | Birmingham | 18-2-2023  |             |
| 2021/22  | 6"60   | Londra     | 23-1-2022  |             |
| 2019/20  | 6"63   | Londra     | 8-2-2020   |             |
| 2018/19  | 6"93   | Willesden  | 22-12-2018 |             |

## Palmarès
| Anno | Manifestazione | Sede      | Evento      | Risultato  | Prestazione | Note  |
| ---- | -------------- | --------- | ----------- | ---------- | ----------- | ----- |
| 2023 | Europei indoor | Istanbul  | 60 m piani  | Semifinale | 6"64        | [ 2 ] |
| 2023 | Mondiali       | Budapest  | 100 m piani | Semifinale | 10"03       | [ 3 ] |
| 2023 | Mondiali       | Budapest  | 4x100 m     | 4º         | 37"80       | [ 4 ] |
| 2024 | World Relays   | Nassau    | 4×100 m     | 5º         | 38"45       |       |
| 2025 | World Relays   | Guangzhou | 4x100 m     | Finale     | dnf         |       |

## Campionati nazionali
2019
- Eliminato in semifinale ai campionati britannici, 100 m piani - 10"63[5]

2020
- 5º ai campionati britannici indoor (Glasgow), 60 m piani - 6"67

2021
- Argento ai campionati britannici (Manchester), 100 m piani - 10"27

2023
- Bronzo ai campionati britannici indoor (Birmingham), 60 m piani - 6"61
- Bronzo ai campionati britannici (Manchester), 100 m piani - 10"18

2024
- 4º ai campionati britannici, 100 m piani - 10"39

2025
- 4º ai campionati britannici, 100 m piani - 10"04
- 5º ai campionati britannici indoor, 60 m piani - 6"66[6]

## Altre competizioni internazionali
2024
- Oro ai London Anniversary Games ( Londra), 100 m piani - 10"12
- Bronzo ai London Anniversary Games ( Londra), 4x100 m - 38"32

2025
- Oro ai Campionati europei a squadre di atletica leggera ( Madrid), 100 m piani - 10"08
- Bronzo ai Campionati europei a squadre di atletica leggera ( Madrid), 4x100 m - 38"33